# Fabian Link
Fabian Link (* 21. Mai 1979 in Basel) ist ein Schweizer Historiker an der Goethe-Universität Frankfurt und an der Bergischen Universität Wuppertal. Sein Forschungsschwerpunkt ist die Geschichte der Geistes- und Sozialwissenschaften des 20. Jahrhunderts.

## Leben
Fabian Link studierte an der Universität Basel Allgemeine Geschichte des Mittelalters und der Neuzeit, Ethnologie und Klassische Archäologie. Von 2006 bis 2007 war Link wissenschaftlicher Mitarbeiter beim Archäologischen Dienst des Kantons Bern und am Naturhistorischen Museum Basel. 2012 wurde er mit einer wissenschaftshistorischen Arbeit an der Universität Basel promoviert und erhielt von der Universität Bielefeld einen Lehrauftrag. Von 2012 bis 2018 war Link am Historischen Seminar der Goethe-Universität Frankfurt (Arbeitsgruppe Wissenschaftsgeschichte) Akademischer Rat auf Zeit, 2018 wurde er mit einer Arbeit über die Geschichte der westdeutschen Soziologie in der Nachkriegszeit habilitiert.
2014 erhielt Link den Nachwuchsförderpreis der Gesellschaft für Geschichte der Wissenschaften, der Medizin und der Technik e.V. (GWMT) für die beste Dissertation. 2018 wurde er zusammen mit Roland Färber mit dem zweiten Preis des 1822-Universitätspreises für exzellente Lehre ausgezeichnet.

## Mitgliedschaften
- European Society for the History of Science (ESHS)
- Gesellschaft für Geschichte der Wissenschaften, der Medizin und der Technik (GWMT)
- Society for the History of the Humanities (SHH)
- Society for the History of Recent Social Science (HISRESS)

## Schriften
Monographien
- Soziologie und Politologie hochentwickelter Gegenwartsgesellschaften: Das Max-Planck-Institut für Gesellschaftsforschung in Köln von 1984 bis 1997 (Ergebnisse des Forschungsprogramms Geschichte der Max-Planck-Gesellschaft, Preprint 17), Berlin 2022.
- Demokratisierung nach Auschwitz. Eine Geschichte der westdeutschen Sozialwissenschaften in der Nachkriegszeit, Göttingen 2022.
- Burgen und Burgenforschung im Nationalsozialismus. Wissenschaft und Weltanschauung 1933–1945, Köln/Weimar/Wien 2014.

Herausgeberschaften
- Peter von Haselberg, Schuldgefühle. Postnazistische Mentalitäten in der frühen Bundesrepublik. Eine Studie aus dem Gruppenexperiment am Institut für Sozialforschung, hrsg. und mit einer Einleitung von Michael Becker, Dirk Braunstein und Fabian Link (Frankfurter Beiträge zur Soziologie und Sozialphilosophie, Bd. 31), Frankfurt/New York 2020.
- Zus. mit Uwe Dörk, Geschichte der Sozialwissenschaften im 19. und 20. Jahrhundert. Idiome – Praktiken – Strukturen (Sozialwissenschaftliche Schriften, Bd. 51), Berlin 2019.
- Zus. mit Roland Färber, Die Altertumswissenschaften an der Universität Frankfurt 1914-1950. Studien und Dokumente, Basel 2019.
- Zus. mit Gisela Eberhardt, Historiographical Approaches to Past Archaeological Research (Topoi. Berlin Studies of the Ancient World, Bd. 32), Berlin 2015.

## Belege
1. ↑  Fabian Link. Abgerufen am 23. Oktober 2023.
2. ↑  Anke Sauter: Preiswürdige Wissensvermittlung: 1822-Universitätspreis für exzellente Lehre vergeben. In: Uni Frankfurt. 10. Juli 2018, abgerufen am 23. Oktober 2023.
3. ↑  Anke Sauter: Preiswürdige Wissensvermittlung: 1822-Universitätspreis für exzellente Lehre vergeben. In: Uni Frankfurt. 10. Juli 2018, abgerufen am 23. Oktober 2023.

| Personendaten    | Personendaten                      |
| ---------------- | ---------------------------------- |
| NAME             | Link, Fabian                       |
| KURZBESCHREIBUNG | Schweizer Historiker und Ethnologe |
| GEBURTSDATUM     | 21. Mai 1979                       |
| GEBURTSORT       | Riehen                             |